# Orthrosanthus
Orthrosanthus é um género botânico pertencente à família Iridaceae.